# فيديريكو يوريبا
فيديريكو يوريبا (بالإسبانية: Federico Uribe)‏ هو فنان ورسام كولومبي، ولد في 1962 في بوغوتا في كولومبيا.